# Kochen mit Luis
Kochen mit Luis ist eine australische Kochsendung von Nickelodeon. Die Serie richtet sich vor allem an Vorschulkinder, bei der Kindern das Kochen näher gebracht wird.

## Inhalt
Ein 6-jähriger Junge namens Luis bereitet zusammen mit Erwachsenen aus seinem Verwandtenkreis verschiedene Gerichte zu und zeigt, wie man seine Lieblingsgerichte wie etwa Rührei, Tortillas, Teigtaschen oder guatemaltekischen  Käsekuchen zubereitet.

## Ausstrahlung
Kochen mit Luis lief von 2004 bis 2007 etwa sechsmal am Tag auf dem australischen Nick Jr.-Fenster. Danach wurde die Sendung nur noch selten ausgestrahlt, bis sie schließlich ganz vom Programmfenster verschwand. Neben Australien lief die Sendung noch in den USA, Irland, Großbritannien, Kanada, Südafrika, Deutschland, Polen und Frankreich. In Deutschland wiederum lief sie 2006 als Werbefüller zwischen dem Programmfenster von Nick Jr. und Nickelodeon kurz vor 12:00 Uhr.

## Merchandise
2007 brachte die Firma Pluto Press ein zur Sendung basierendes Kochbuch namens Luis' Fab Food Favourites to Make, Cook...and Eat! mit DVD heraus. Die DVD beinhaltet zehn Folgen der Serie.

## Auszeichnungen
Die Sendung gewann 2005 zwei ASTRA Awards für die herausragendste australische Produktion in den Kategorien Kinder und Kurzfilme. Luis Tanner war auch als beliebtester neuer Moderator nominiert.
Mit sechs Jahren ist Tanner zur Zeit der Weltrekordhalter für den jüngsten Moderator seiner eigenen Fernsehsendung.